# Erträumtes
Erträumtes ist ein deutsches Stummfilmmelodram aus dem Jahre 1918 von Adolf Gärtner mit Eva May in der Hauptrolle.

## Handlung
Sanitätsrat Kramer ist der Leibarzt des regierenden Fürsten von Ravensburg. Eines Morgens erhält seine Gattin Hedwig am Frühstückstisch einen Brief ihrer Freundin aus gemeinsamen Pensionatstagen, Geraldine von Horsten, die eine aufstrebende Schauspielerin geworden ist. Hedwig bittet ihren Mann, Geraldine einladen zu dürfen. Zeitgleich hat man im Fürstenschloss ganz andere Probleme: die Hochzeit des Thronfolgers mit Sofie Carola von Hohenbergen steht an, und es gibt noch viel vorzubereiten. Als sich derweil Geraldine auf einer Fußwanderung zu ihrer Freundin Hedwig begibt, lernt sie entlang des Weges einen jungen Mann kennen, der sich als Nachwuchsförster Alex vorstellt. Wie kann Geraldine ahnen, dass sie soeben den Erbprinzen kennen gelernt hat?! Beide finden rasch Gefallen aneinander, doch plötzlich ertönt das Jagdhorn; ein Zeichen dafür, dass Alex zur Jagdgesellschaft zurück muss.
Bald trifft Geraldine an ihrem Zielort, dem Haus des Sanitätsrates Kramer, ein. Als am folgenden Morgen Geraldine am Klavier sitzt, wird die Ankunft des Erbprinzen avisiert. Beim Aufeinandertreffen der beiden jungen Leuten ist die Überraschung groß, erkennt Geraldine doch, wen sie vor sich hat: ihren “Forsteleven Alex”! Seine Durchlaucht ist derart begeistert von der jungen Künstlerin, dass er ihr fortan zahlreiche Beweise seiner Zuneigung zukommen lässt. Vorwurfsvoll macht der alte Kramer Geraldine klar, dass der Thronfolger demnächst zu heiraten gedenkt. Daraufhin beschließt Geraldine, ihrem Traummann zu entsagen und nicht mehr zu empfangen. Der Prinz erbittet noch einmal ein Treffen, bei dem er der Schauspielerin seine Liebe gesteht. Diese ungewünschte Liaison dringt bald bis in die allerhöchsten Kreise vor, und vom Hof ergeht an den Sanitätsrat der Auftrag, diese Verbindung schnellstmöglich zu unterbinden. Daraufhin verlässt Geraldine das Kramer’sche Anwesen, nicht aber die Gegend, sondern bezieht ein kleines Landaus, in dem sie weiterhin ihren „Alex“ empfängt.
Der Erbprinz will nun Nägel mit Köpfen machen und bittet während eines Ausritts mit seiner Verlobten Carla selbige darum, ihn vom Eheversprechen zu entbinden, damit man die Verlobung auflösen könne. Doch die denkt gar nicht daran. Nun schaltet sich auch noch die Fürstenmutter ein, die Geraldine auf das Schloss einlädt und sie bei dieser Gelegenheit bittet, doch tunlichst die Finger von ihrem Sohn zu lassen. Schweren Herzens willigt die junge Frau ein und verlässt daraufhin die Stadt. Es vergehen einige Monate, in denen der junge Erbprinz ernsthaft erkrankt. Dessen Mutter ahnt einen psychosomatischen Zusammenhang und ruft Geraldine zurück, die sich liebevoll um ihren „Alex“ kümmert und ihn wieder gesund pflegt. Der Thronfolger erblüht unter ihren zarten Händen aufs Neue. Doch schließlich ruft die Pflicht wieder, und Geraldine muss nunmehr, den Regeln des Hochadels und deren Ehegesetzen folgend, endgültig ihrem Liebsten entsagen. Er bittet sie, noch zu bleiben, doch Geraldine weiß, dass unter diesen gesellschaftlichen Umständen beide keine gemeinsame Zukunft haben werden und geht ebenso einsam wie sie gekommen ist.

## Produktionsnotizen
Erträumtes entstand in der Endphase des Ersten Weltkriegs, passierte die Filmzensurprüfung im Oktober 1918 und wurde wenig später in Berlins Tauentzienpalast uraufgeführt. Zu dieser Zeit besaß der Vierakter eine Länge von 1223 Metern.
Produzent Erik Lund war zu diesem Zeitpunkt der Gatte der noch minderjährigen Hauptdarstellerin Eva May.

## Kritik
„Eva May! — Es ist nicht leicht, für die Tochter neben einer berühmten Mutter zu reüssieren. Aber Eva May hat den Sprung ins Leere gewagt und sich mit kühnem Schwung auf festen Boden begeben. (…) Die hier verkörperte Rolle konnte hier fast als ein Spiegelbild ihres eigenen Charakters Geltung finden. Man glaubt es ihr, daß sie sich in keine Form zwängen läßt … und im jugendlichen Ungestüm das Recht auf Liebe begehrt. Und man glaubt auch, daß ein Prinz um ihretwillen allen Vorteilen seines Standes entsagen will, um ihr anzugehören. So kurz die Zeit erst ist, in der wir ins demokratische Zeitalter eingetreten sind, mutet die Servilität vor soviel eingebildeter Hoheit veraltet an. Und wir freuen uns, dass nun auch die Fürstenkinder ihren Neigungen werden folgen können und nicht mehr „Liebe und Glück“ für sie nur „Erträumtes“ sein werden.“